# Sachsen-Tour 2008
| 24. Sachsen-Tour 2008 | 24. Sachsen-Tour 2008 | 24. Sachsen-Tour 2008 |                   |
| --------------------- | --------------------- | --------------------- | ----------------- |
| Streckenlänge         | 5 Etappen, 800 km     | 5 Etappen, 800 km     | 5 Etappen, 800 km |
| Gelbes Trikot         | Bert Grabsch          | 19:19:33 h            |                   |
| Zweiter               | Michael Rogers        | + 0:24 min            |                   |
| Dritter               | Tony Martin           | + 0:25 min            |                   |
| Vierter               | Jason McCartney       | + 1:05 min            |                   |
| Fünfter               | Gustav Erik Larsson   | + 1:31 min            |                   |
| Sechster              | Stephan Schreck       | + 2:20 min            |                   |
| Siebenter             | Linus Gerdemann       | + 2:22 min            |                   |
| Achter                | Paul Martens          | + 2:29 min            |                   |
| Neunter               | Lars Bak              | + 2:50 min            |                   |
| Zehnter               | André Greipel         | + 3:01 min            |                   |
| Punktewertung         | Malaya van Ruitenbeek | 13 Punkte             |                   |
| Zweiter               | Matthias Friedemann   | 9 Punkte              |                   |
| Dritter               | Tobias Erler          | 6 Punkte              |                   |
| Bergwertung           | Dmitri Kosontschuk    | 50 Punkte             |                   |
| Zweiter               | Johannes Fröhlinger   | 20 Punkte             |                   |
| Dritter               | Malaya van Ruitenbeek | 16 Punkte             |                   |
| Kombinationswertung   | Dmitri Kosontschuk    | 63 Punkte             |                   |
| Zweiter               | Johannes Fröhlinger   | 35 Punkte             |                   |
| Dritter               | André Greipel         | 30 Punkte             |                   |
| Nachwuchswertung      | Sergej Fuchs          | 19:22:55 h            |                   |
| Zweiter               | Dennis Pohl           | + 2:38 min            |                   |
| Dritter               | Jonathan Bellis       | + 3:28 min            |                   |
| Teamwertung           | Team Columbia         | 57:59:37 h            |                   |
| Zweiter               | Team CSC-Saxo Bank    | + 4:14 min            |                   |
| Dritter               | Rabobank              | + 8:05 min            |                   |

Die 24. Sachsen-Tour fand vom 23. bis 27. Juli 2008 statt. Start und Ziel des Radsport-Etappenrennens war wie im Vorjahr Dresden. Die Gesamtstreckenlänge betrug 800 km. Die Sachsen-Tour ist Teil der UCI Europe Tour 2008 (Kategorie 2.1) und der Deutschen Meisterschaft (TUI-Cup). Gesamtsieger wurde der Deutsche Bert Grabsch vom Team Columbia.

## Teilnehmerfeld
UCI ProTeams
 Rabobank
 CSC-Saxo Bank
 Columbia
 Gerolsteiner
 Milram
Professional Continental Teams
 Acqua e Sapone-Caffè Mokambo
 Elk Haus-Simplon
 PSK Whirlpool-Author
 Volksbank
Continental Teams
 3C Gruppe
 LKT Team Brandenburg
 Kuota-Senger
 Sparkasse
 Thüringer Energie Team
 Nationale Auswahl Deutschland
 Nationale Auswahl England

## Etappenübersicht

Strecke der Sachsen-Tour 2008

| Etappen   | Tag      | Start–Ziel                | km  | Etappensieger | Gelbes Trikot |
| --------- | -------- | ------------------------- | --- | ------------- | ------------- |
| 1. Etappe | 23. Juli | Dresden–Niesky            | 188 | André Greipel | André Greipel |
| 2. Etappe | 24. Juli | Görlitz–Frohburg          | 242 | Dean Downing  | Dean Downing  |
| 3. Etappe | 25. Juli | Eilenburg–Freital         | 188 | André Greipel | André Greipel |
| 4. Etappe | 26. Juli | Großenhain (EZF)          | 036 | Bert Grabsch  | Bert Grabsch  |
| 5. Etappe | 27. Juli | Dresden–Altenberg–Dresden | 146 | Karsten Kroon | Bert Grabsch  |

## Wertungen im Tourverlauf
Die Tabelle zeigt den Führenden in der jeweiligen Wertung nach der jeweiligen Etappe an.
|           | Gesamtwertung | Punktewertung         | Bergwertung           | Kombinationswertung | Nachwuchswertung | Teamwertung               |
| --------- | ------------- | --------------------- | --------------------- | ------------------- | ---------------- | ------------------------- |
| 1. Etappe | André Greipel | Tobias Erler          | Malaya van Ruitenbeek | André Greipel       | Ben Swift        | Kuota-Senges              |
| 2. Etappe | Dean Downing  | Roger Kluge           | Dmitri Kosontschuk    | Dmitri Kosontschuk  | Roger Kluge      | Nationale Auswahl England |
| 3. Etappe | André Greipel | Matthias Friedemann   | Dmitri Kosontschuk    | Dmitri Kosontschuk  | Dennis Pohl      | Acqua e Sapone            |
| 4. Etappe | Bert Grabsch  | Matthias Friedemann   | Dmitri Kosontschuk    | Dmitri Kosontschuk  | Sergej Fuchs     | Columbia                  |
| 5. Etappe | Bert Grabsch  | Malaya van Ruitenbeek | Dmitri Kosontschuk    | Dmitri Kosontschuk  | Sergej Fuchs     | Columbia                  |

## Bilder-Galerie

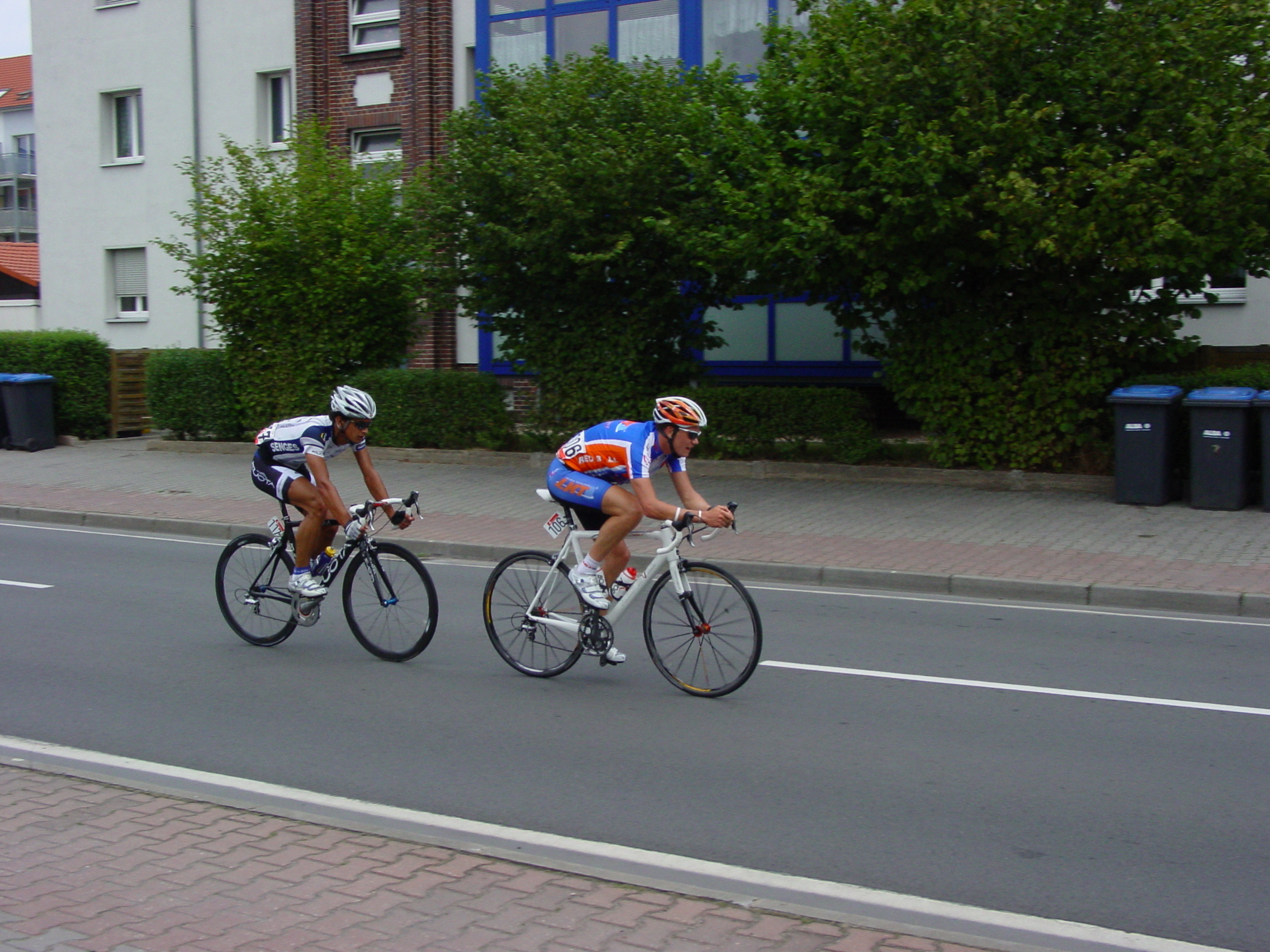
3. Etappe (Eilenburg–Freital): Ausreißer Martin Reimer und Malaya van Ruitenbeek bei der Durchfahrt durch Wurzen
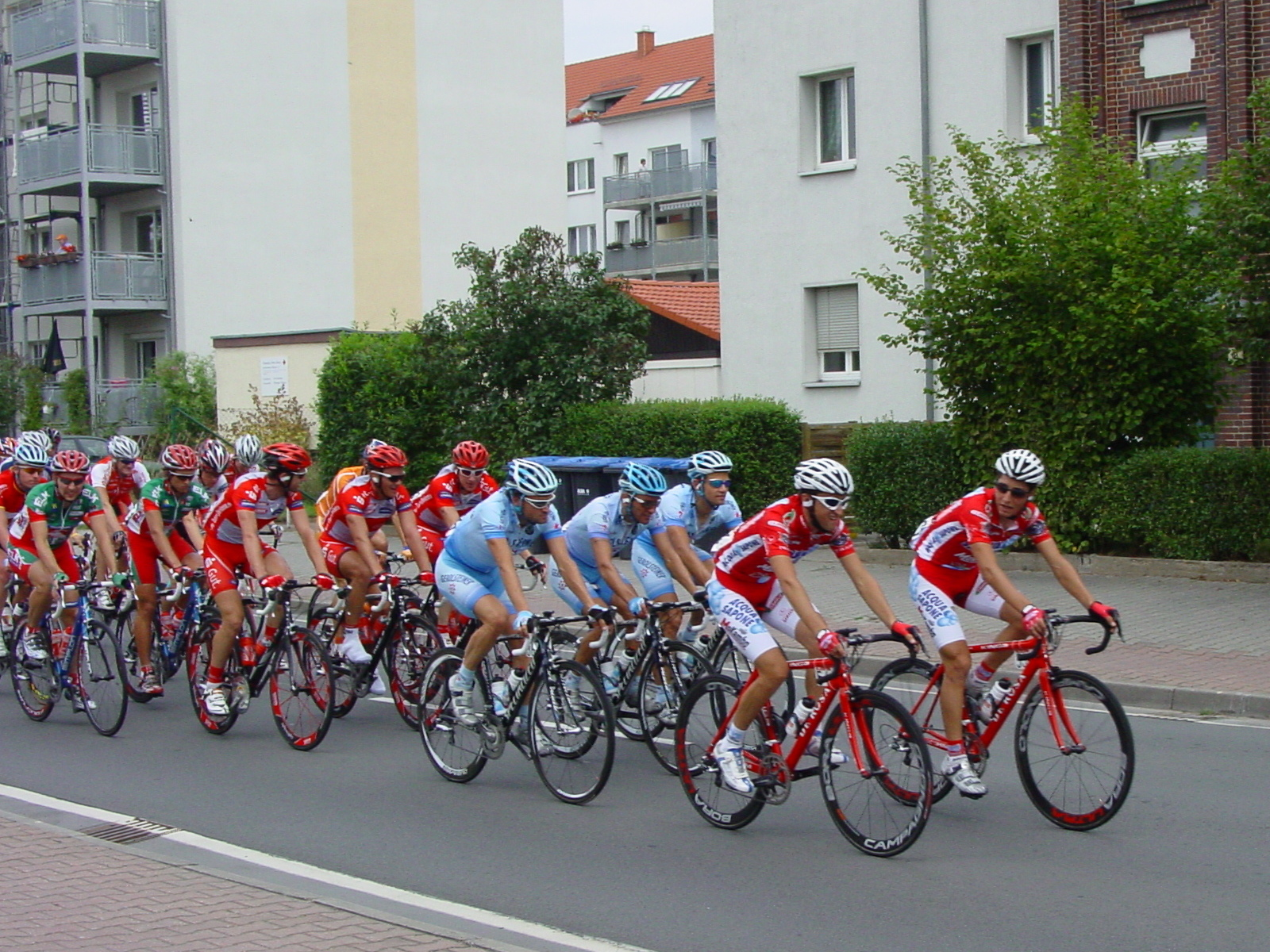
3. Etappe (Eilenburg–Freital): Peloton bei der Durchfahrt durch Wurzen
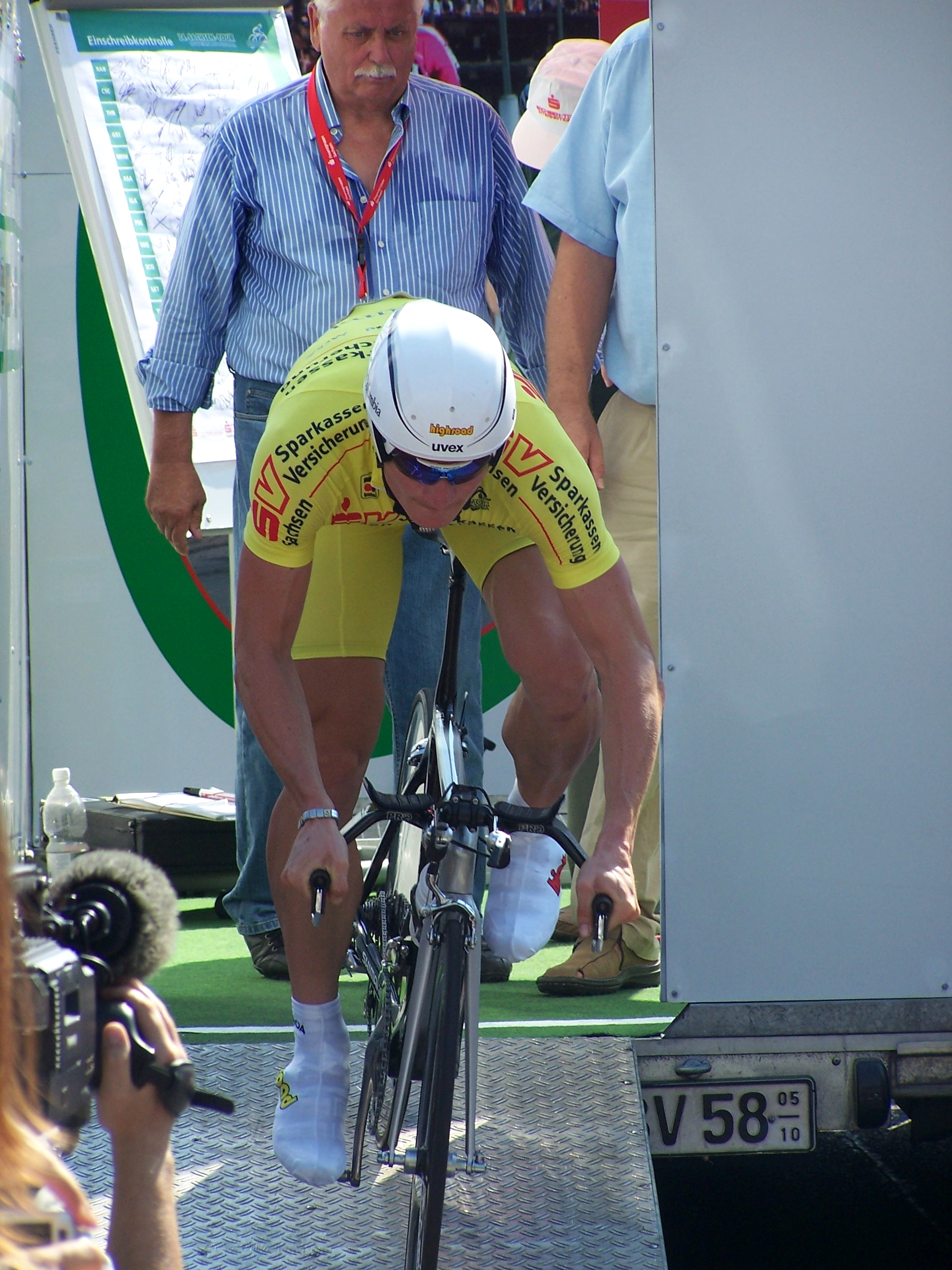
Als Gesamtführender ging André Greipel in das Einzelzeitfahren in Großenhain (4. Etappe)
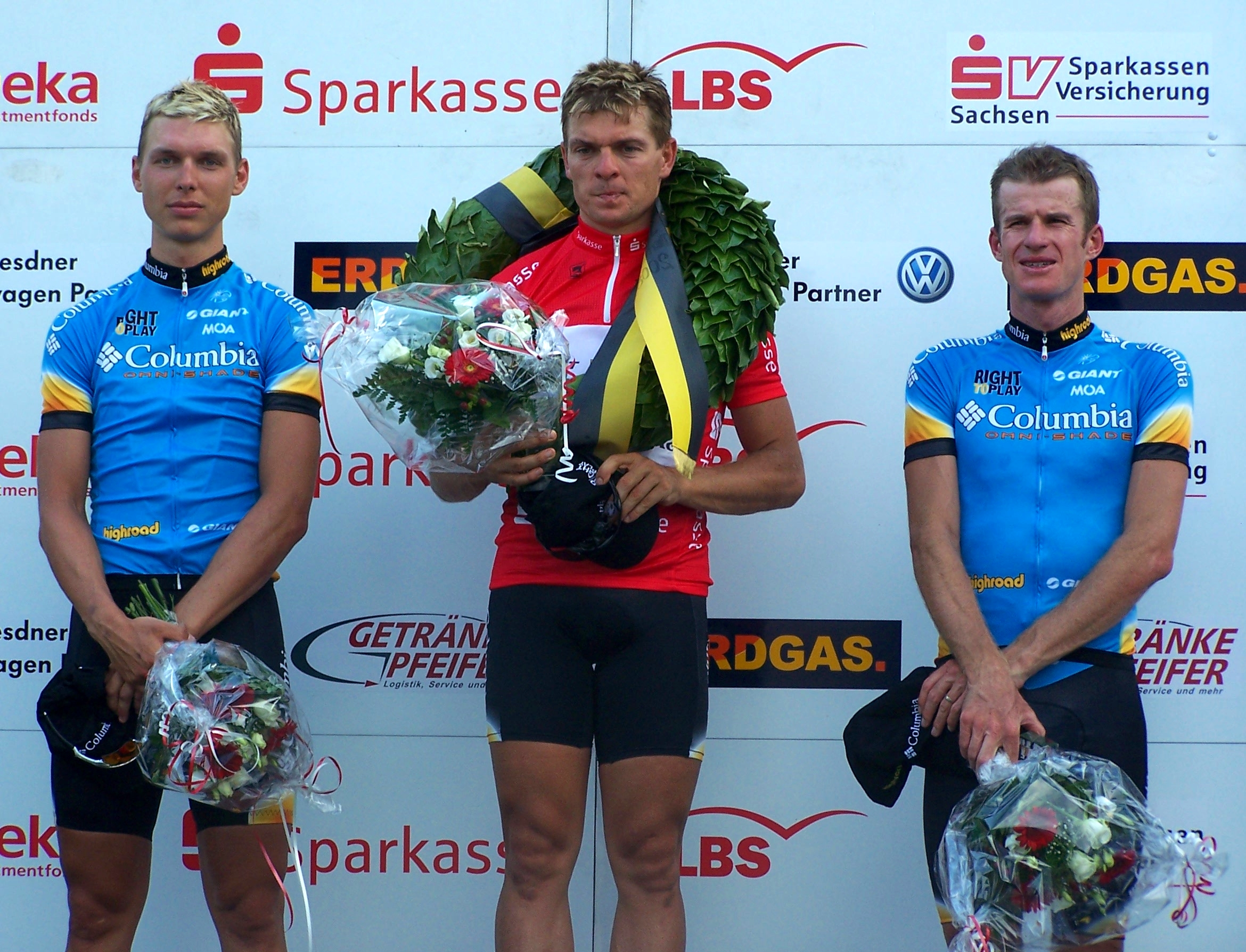
Dreifacherfolg für das Team Columbia beim Einzelzeitfahren
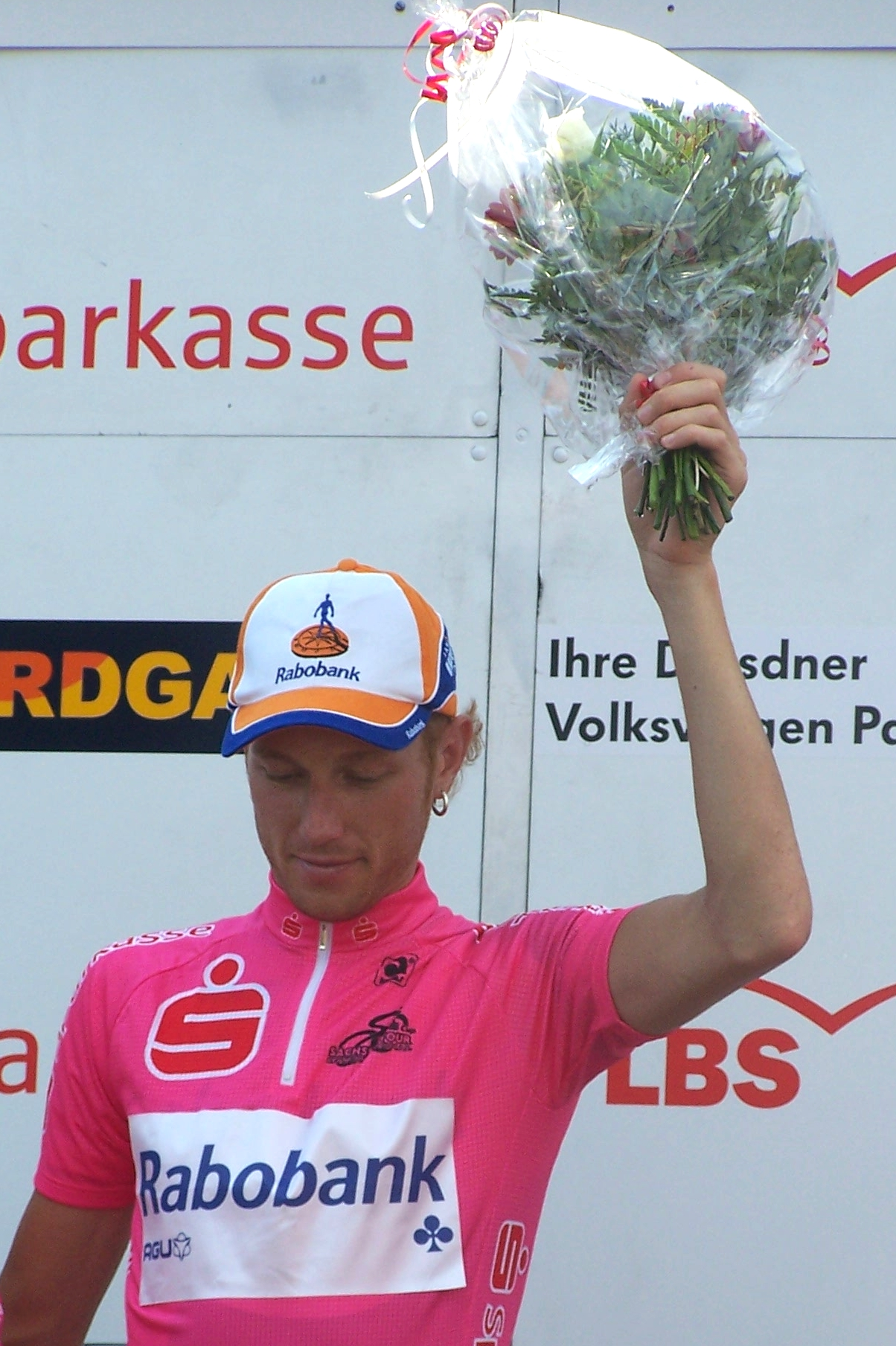
Dmitri Kosontschuk gewann sowohl die Berg- als auch die Kombinationswertung